# Championnat d'Égypte de football 1997-1998
Navigation
Saison précédente Saison suivante
La saison 1997-1998 du Championnat d'Égypte de football est la 41e édition du championnat de première division égyptien. Seize clubs égyptiens prennent part au championnat organisé par la fédération. Les équipes sont regroupées au sein d'une poule unique où elles rencontrent leurs adversaires deux fois, à domicile et à l'extérieur. À l'issue du championnat, pour permettre le passage du championnat de 16 à 14 clubs, les quatre derniers du classement sont relégués et remplacés par les deux meilleures équipes de D2.
C'est le club d'Al Ahly SC, quadruple tenant du titre, qui remporte à nouveau la compétition, après avoir terminé en tête du classement final, avec six points d'avance sur le Zamalek SC et quatorze sur Al-Moqaouloun. C'est le 27e titre de champion d'Égypte de l'histoire du club.

## Les clubs participants
| - Al Ahly SC - Zamalek SC - Ittihad Alexandrie - Ismaily SC - Club Al Shams - Promu de D2 - Suez El-Riyadi - Ghazl El Mahallah - Promu de D2 - Assouan SC | - Al-Moqaouloun - Al Mansourah Sporting Club - Al-Qanat - Ghazl El Suez - Promu de D2 - Al-Masry Club - Meniya Club - Promu de D2 - Baladiyyat El Mahallah - Dina Farms |

## Compétition

### Classement
Le classement est établi sur le barème de points classique (victoire à 3 points, match nul à 1, défaite à 0).
| Rang | Équipe                     | Pts | J  | G  | N  | P  | Bp | Bc | Diff |
| ---- | -------------------------- | --- | -- | -- | -- | -- | -- | -- | ---- |
| 1    | Al Ahly SC T               | 68  | 30 | 20 | 8  | 2  | 48 | 17 | +31  |
| 2    | Zamalek SC                 | 62  | 30 | 17 | 11 | 2  | 50 | 21 | +29  |
| 3    | Al-Moqaouloun              | 54  | 30 | 14 | 12 | 4  | 51 | 20 | +31  |
| 4    | Al-Masry Club C            | 48  | 30 | 13 | 9  | 8  | 37 | 32 | +5   |
| 5    | Ismaily SC                 | 47  | 30 | 12 | 11 | 7  | 49 | 27 | +22  |
| 6    | Al Mansourah Sporting Club | 42  | 30 | 11 | 9  | 10 | 35 | 36 | -1   |
| 7    | Ittihad Alexandrie         | 40  | 30 | 10 | 10 | 10 | 31 | 28 | +3   |
| 8    | Al-Qanat                   | 39  | 30 | 11 | 6  | 13 | 28 | 41 | -13  |
| 9    | Ghazl El Mahallah P        | 36  | 30 | 9  | 9  | 12 | 26 | 32 | -6   |
| 10   | Assouan SC                 | 35  | 30 | 9  | 8  | 13 | 34 | 45 | -11  |
| 11   | Dina Farms                 | 34  | 30 | 9  | 7  | 14 | 37 | 46 | -9   |
| 12   | Baladiyyat El Mahallah     | 33  | 30 | 8  | 9  | 13 | 28 | 34 | -6   |
| 13   | Ghazl El Suez P            | 33  | 30 | 8  | 9  | 13 | 27 | 37 | -10  |
| 14   | Suez El-Riyadi             | 31  | 30 | 8  | 7  | 15 | 21 | 34 | -13  |
| 15   | Club Al Shams P            | 24  | 30 | 5  | 9  | 16 | 30 | 59 | -29  |
| 16   | Meniya Club P              | 23  | 30 | 5  | 8  | 17 | 26 | 49 | -23  |

| Légende : Qualifications et relégations | Légende : Qualifications et relégations                                |
| --------------------------------------- | ---------------------------------------------------------------------- |
|                                         | Qualification pour la Ligue des champions 1999                         |
|                                         | Qualification pour la Coupe des Coupes 1999                            |
|                                         | Qualification pour la Coupe de la CAF 1999                             |
|                                         | Participation au barrage de relégation                                 |
|                                         | Relégation directe en deuxième division                                |
|                                         | T : Tenant du titre C : Vainqueur de la Coupe d'Égypte P : Promu de D2 |

#### Barrage de relégation
| Équipe 1               | Résultat | Équipe 2      |
| ---------------------- | -------- | ------------- |
| Baladiyyat El Mahallah | 2 - 1    | Ghazl El Suez |

## Bilan de la saison
| Championnat d'Égypte de football 1997-1998 |                        |
| Champion                                   | Al Ahly SC (27e titre) |
| Coupes et trophées                         |                        |
| Vainqueur de la Coupe d'Égypte 1997-1998   | Al-Masry Club          |
| Qualifications continentales               |                        |
| Ligue des champions 1999                   | Al Ahly SC             |
| Coupe des Coupes 1999                      | Al-Masry Club          |
| Coupe de la CAF 1999                       | Zamalek SC             |
| Promotions et relégations                  |                        |
| Promus en Egyptian Premier League          | Sharkia Sporting Club  |
| Promus en Egyptian Premier League          | Al Koroum              |
| Relégués en Egyptian Second League         | Ghazl El Suez          |
| Relégués en Egyptian Second League         | Club Al Shams          |
| Relégués en Egyptian Second League         | Suez El-Riyadi         |
| Relégués en Egyptian Second League         | Meniya Club            |